# Мојра Кели
Мојра Кели (енгл. Moira Kelly; Њујорк, 6. март 1968) је америчка глумица. Играла је у великом броју филмова и телевизијских серија, али је остала првенствено упамћена по улози Карен Ро у америчкој телевизијској серији Три Хил.